# Domik v Kolomne
Domik v Kolomne (Russisch: Домик в Коломне) is een film uit 1913 van regisseur Pjotr Tsjardynin.

## Verhaal
De film is een bewerking van het gelijknamige gedicht van Aleksandr Poesjkin.

## Rolverdeling
| Acteur              | Personage |
| ------------------- | --------- |
| Praskovya Maksimova |           |
| Sofya Goslavskaya   |           |
| Ivan Mozzhukhin     |           |